# 中国国家鉄路集団
中国国家鉄路集団有限公司（ちゅうごくこっかてつろしゅうだんゆうげんこうし、中国語: 中国国家铁路集团有限公司、略称中国鉄路もしくは国鉄集団、英語: China State Railway Group Company, Limited, 略称CR）は、中華人民共和国の国営鉄道会社である。前身は中国鉄路総公司と中華人民共和国鉄道部。
ここでは会社組織を主眼に取り扱うため、運営路線などについては中華人民共和国の鉄道#国鉄を参照。

## 沿革
2012年3月10日、汚職や安全管理の面で数々の問題が露見した国務院の鉄道部は、分割廃止されることとなった。管理部門は交通運輸部の外局の国家鉄路局に、鉄道の運行と維持を行う業務部門は財政部が出資し国家鉄路局が管理する国営会社として中国鉄路総公司に分割されることとなった。
2013年3月14日に全国人民代表大会において承認され、同日付で設立された。
2017年、中国鉄路総公司内において各鉄路局の公司制改革が開始。2017年11月末までに公司法人を設立し工商業・法人登記することになった。
2018年12月5日、「中国国家鉄路集団有限公司」という名称が工商業登記審査のうえ許可された。
2018年12月28日、「行業公安機関管理体制調整工作方案」が公表。鉄路公安、森林公安、交通公安などの鉄道警察機関は鉄道から切り離れ、公安部の指導のみを受けることになった。2019年2月27日、「公安部職能配置、内設機構和人員編制規定」が公表。公安部鉄路公安局（公安部十局）を設立し、鉄路公安局を撤廃することになった。
2019年6月18日、中国国家鉄路集団有限公司が成立。国有独資企業で、財政部が国務院を代表し国鉄集団への出資者責務を履行。
2020年8月31日、国家発改委が「関於全面推開行業協会商会与行機関脱鉤改革的実施意見」（発改体改〔2019〕1063号）を公表。国鉄集団（元中国鉄路総公司）が管理する中国蒸汽機車協会、中国鉄道企業管理協会、中国鉄道工程建設協会、中国地方鉄路協会が国鉄集団から切り離れ、同協会らに付与されていた行政業務管理機関も同時に切り離れて、法人登記し独立運営させることになった。国務院は財政支給を中止し、今後サービス調達などの形式で提携。

## 問題点

### 負債
中国国内の高速鉄道の運営も担う。2000年代に入り、人口が希薄な地域も含めて高速鉄道を建設、拡大してきた経緯から、多額の負債を抱えている。2018年9月時点の負債総額は、5兆2,800億元（約86兆円）と推計されている。

### 無秩序な駅開設の乱立
高速鉄道の駅を建設しておきながら、使用を停止したり、未使用となっている駅が多数発生していると2024年に報じられた。高速鉄道の駅を建設することが地方政府幹部における実績となったり、駅を中心として都市の開発が進むとの期待が原因とされており、このような駅が同年時点で少なくとも26駅存在している。
中国共産党北京市委員会宣伝部系列のタブロイド紙である新京報もこの実情を問題視しており、2024年5月に同紙社説において、「使用されていない駅は建設の動機が主観的で科学的な根拠がなく、実需との乖離があるとした上でやみくもな投資を避けるべきだ」と批判した。

## 子会社

### 鉄道運営会社

各鉄路局集団の管轄地域

現在、中国国家鉄路集団有限公司傘下には18つの鉄道運営子会社がある。
| 鉄道運営子会社                 | 管内範囲                                                                                     |
| ------------------------------ | -------------------------------------------------------------------------------------------- |
| 中国鉄路ハルビン局集団有限公司 | 内モンゴル自治区北東部、黒竜江省大部                                                         |
| 中国鉄路瀋陽局集団有限公司     | 遼寧省（渤海鉄道フェリーを除く）、吉林省、内モンゴル自治区南東部、黒竜江省南部、河北省北東部 |
| 中国鉄路北京局集団有限公司     | 北京市、河北省大部、天津市、山東省西部、河南省北部、山西省東部（大秦線を除く）               |
| 中国鉄路フフホト局集団有限公司 | 内モンゴル自治区大部                                                                         |
| 中国鉄路太原局集団有限公司     | 山西省大部および大秦線                                                                       |
| 中国鉄路上海局集団有限公司     | 上海市、江蘇省、浙江省、安徽省                                                               |
| 中国鉄路済南局集団有限公司     | 山東省大部、渤海鉄道フェリー                                                                 |
| 中国鉄路南昌局集団有限公司     | 江西省、福建省                                                                               |
| 中国鉄路広州局集団有限公司     | 広東省大部、湖南省大部、海南省                                                               |
| 中国鉄路南寧局集団有限公司     | 広西チワン族自治区、広東省西部                                                               |
| 中国鉄路武漢局集団有限公司     | 湖北省大部、河南省南部、安徽省局部                                                           |
| 中国鉄路鄭州局集団有限公司     | 河南省中北部、山西省南部                                                                     |
| 中国鉄路成都局集団有限公司     | 四川省大部、重慶市、貴州省大部、雲南省局部                                                   |
| 中国鉄路昆明局集団有限公司     | 雲南省大部、四川省局部、貴州省局部                                                           |
| 中国鉄路青蔵集団有限公司       | チベット自治区、青海省                                                                       |
| 中国鉄路蘭州局集団有限公司     | 甘粛省大部、寧夏回族自治区、内モンゴル自治区局部                                             |
| 中国鉄路ウルムチ局集団有限公司 | 新疆ウィグル自治区、甘粛省局部                                                               |
| 中国鉄路西安局集団有限公司     | 陝西省西省、四川省北東部                                                                     |

### プロジェクト法人
- 川蔵鉄路有限公司（100％）

### 輸送会社
- 中鉄特貨運輸有限責任公司
- 中鉄快運股分有限公司
- 中鉄集装箱運輸有限責任公司

### 非輸送会社
- 中国鉄路投資有限公司
- 中国鉄道科学研究院集団有限公司
- 中国鉄路経済規画研究院有限公司
- 中国鉄路信息科技有限責任公司
- 中国鉄路設計集団有限公司
- 中国鉄路国際有限公司
- 鉄総服務有限公司
- 中国鉄道出版社有限公司
- 人民鉄道報業有限公司
- 中国鉄路専運中心
- 中国鉄路文工団有限公司

### 事業機関
- 鉄道党校
- 中国鉄道博物館
- 鉄道戦備舟橋処

## 総経理・党組書記

### 中国鉄路総公司時期
| 総経理 - 盛光祖（2013年3月—2016年10月） - 陸東福（2016年10月—2018年12月） 副総経理 - 胡亜東（2013年3月—2014年8月） - 王志国（2013年3月—2016年2月） - 彭开宙（2013年3月—2014年8月） - 李文新（2014年8月—2018年12月） - 楊宇棟（2014年8月—2016年12月） - 黄民（2014年8月—2018年12月） - 甄忠義（2016年2月—2017年3月） - 王同軍（2017年3月—2018年12月） - 劉振芳（2017年3月—2018年5月） - 郭竹学（2018年5月—2018年12月） | 党組書記 - 盛光祖（2013年3月—2016年10月） - 陸東福（2016年10月—2018年12月） 党組副書記 - 甄忠義（2017年3月—2018年12月） 党組紀検組組長 - 安立敏（2013年3月—2017年9月） - 孫懐新（2017年9月—2020年3月） |

### 中国国家鉄路集団時期
| 董事長・党組書記 - 陸東福（2018年12月—2022年7月） - 劉振芳（2022年7月—） 党組副書記 - 楊宇棟（2018年12月—2022年7月，兼董事、总经理） - 甄忠義（2018年12月—，兼董事） - 郭竹学（2022年7月—，兼董事、总经理） | 総経理 - 楊宇棟（2018年12月—2022年7月） - 郭竹学（2022年7月—） 副総経理 - 李文新（2018年12月—） - 黄民（2018年12月—2020年12月） - 王同軍（2018年12月—） - 郭竹学（2018年12月—2022年7月） - 銭銘（2020年11月—） - 徐建軍（2021年12月—） 駐国鉄集団中央紀委国家監委紀検監察組組長 - 姜文鵬（2020年7月—） |